# Euplocamus tanylopha
Euplocamus tanylopha är en fjärilsart som beskrevs av Edward Meyrick 1932. Euplocamus tanylopha ingår i släktet Euplocamus och familjen äkta malar.
Artens utbredningsområde är Taiwan. Inga underarter finns listade i Catalogue of Life.